# Jakob I. (zagrebački biskup)
Jakob I., 22. zagrebački biskup, od 1322. do 1326.

## Životopis
Kao i njegov prethodnik, Augustin Kažotić, pripadao je dominikanskom redu. Godine 1322. papa Ivan XXII. imenovao ga je zagrebačkim biskupom. Uz papino dopuštenje, nije trebao dolaziti u Avignon nego ga je za biskupa mogao posvetiti bilo koji biskup uz prisutnost još dvoje ili troje biskupa. Pošto se Jakob nije nalazio u Zagrebu mijenjao ga je čazmanski prepozit Petar de Incristellis.
Ubrzo je Papa dokinuo to neuspjelo biskupovanje te je imenovao Jakoba biskupom korizopitanske biskupije.